# Ejdum
Ejdum (tysk Eidum, nordfrisisk: Eidem) var en by på den nordfrisiske ø Sild i Sydslesvig, der lå få hundrede meter vest for den nuværende kystline. Efter voldsomme ødelæggelser under Allehelgensfloden i 1436 forlod indbyggerne deres by og grundlagde den nuværende by Vesterland ved Hedig på den højer liggende gest. Den nye by lå vest for landsbyen Tinnum, derfor fik den nye bebyggelse navnet Vesterland. Den gamle by blev efterhånden helt opslugt af havet. Ejdums gamle kirketårn kunne endnu ses nogle år.
Kirken i Ejdum blev angiveligt ødelagt ved en stormflod i 1300. En anden kirkebygning sydvest for det nutidige Vesterland måtte opgives i 1634 eller 1635 grundet sandflugt. Dens efterfølger, den tredje kirke i Ejdum, blev opført længere mod øst i 1637.
Sidste gang Ejdum blev nævnt, var i Caspar Danckwerths landsbeskrivelse af hertugdømmerne Sønderjylland og Holsten, Dankwardt Chronicle, fra 1652.
Ifølge en beretning fra 1839 var de sidste rester af Ejdum stadig synlige på havbunden i 1806 når der var meget lavvandet.